# Мішель Аун
Мішель Наїм Аун (араб. ميشال نعيم عون, Арабська вимова: [miːʃeːl ʕo.uːn] Mīšāl ʿAwn; нар. 30 вересня 1933) — ліванський військовий і політичний діяч, генерал Збройних сил Лівану, прем'єр-міністр Лівану від 22 вересня 1988 по 13 жовтня 1990, президент Лівану від 31 жовтня 2016 року до 30 жовтня 2022 року. Від 2005 до 2016 був членом парламенту. Католик-мароніт.

## Біографія

### Дитинство
Народився в небагатій, глибоко релігійній родині, за віросповіданням католик-мароніт. Здобував середню освіту в католицьких школах.

### Освіта
1958 року закінчив військове училище, а за рік — військову школу в Шалон-сюр-Марн, Франція. Потім навчався в артилерійській школі у Форт-Сіл, штат Оклахома, США (1966) й у Вищій військовій школі у Франції (1978–1980). Володіє англійською, французькою, іспанською й італійською мовами.

### Військова кар'єра
Служив артилерійським офіцером в ліванській армії. Коли 1961 року двох його товаришів по службі, членів просирійської партії, заарештувала військова контррозвідка за підготовку заколоту, зажадав припинити жорсткі допити. Проте коли він залишив частину, тортури продовжились. Повернувшись, Аун назвав дії контррозвідників «неприпустимим нацизмом».
За часів громадянської війни в Лівані, що почалася в середині 1970-их років, незмінно підтримував центральну владу. На початку 1980-их командував «Охоронною бригадою», розташованою на «Зеленій лінії», що розділяла Східний і Західний Бейрут, християн і мусульман. Брав участь у збройних зіткненнях з сирійськими військовими формуваннями. Під час ізраїльського вторгнення до Лівану 1982 року обороняв президентський палац, і лише наказ президента Ільяса Саркіса змусив його відступити.
Від 1982 року — командир 8-ї бригади, сформованої на мультиконфесійній основі. 1983 його бригада розбила біля міста Сук аль-Гарб загони друзької прогресивно-соціалістичної партії Лівану, які за підтримки сирійських військ, палестинців і лівацьких міліцій воювали проти ліванського уряду та ліванської армії.
Від 1984 року — командувач збройних сил, наймолодший в історії Лівану генерал на тій посаді. Зосередив свої зусилля на збереженні сили та єдності армії. Відмовлявся від суспільної ролі, у 1984—1988 роках принципово не давав інтерв'ю ЗМІ (виключаючи журнал збройних сил).

### Політична діяльність
22 вересня 1988 року, за 15 хвилин до завершення своїх повноважень, президент Лівану Амін Жмайєль за ситуації, коли новий голова держави не був обраний через громадянську війну, призначив Ауна прем'єр-міністром (на період до виборів нового президента) зі збереженням посади командувача збройних сил. Таке рішення не визнали просирійські політичні сили. Сирія, яка перешкоджала приходу на посаду президента будь-якого антисирійсько налаштованого політика, продовжувала визнавати законність уряду мусульманина-суніта Селіма Хосса. Супротивники Ауна вважали, що своїм рішенням Жмайєль порушив закон (у Лівані існують конфесійні квоти, відповідно до яких президент має бути християнином, а прем'єр-міністр — сунітом). Водночас Аун і його прихильники вважали, що закон не порушений, позаяк мова йшла про суто тимчасове призначення за умов відсутності президента. Окрім того, генерал апелював до прецеденту: 1952 року командувач армії генерал Фуад Шехаб (також католик-мароніт) в аналогічній ситуації кілька днів був прем'єр-міністром і виконував обов'язки президента до обрання нового голови держави.
Виступав за єдність країни, проти присутності на ліванській території сирійських військ, за роззброєння парамілітарних формувань — «міліцій» — незалежно від їхньої конфесійної приналежності. На його боці виявилося близько 40 % військовослужбовців ліванської армії. Отримав підтримку Франції, а також Іраку — суперника Сирії в питанні впливу на арабський світ. Разом з тим, виявив себе як недалекоглядний, негнучкий політик, схильний до авантюр. 14 березня 1989 року Аун оголосив так звану «Війну за звільнення» проти Сирії. Ліванська сторона не була готовою до початку військових дій проти такого сильного противника, хоча на бік Ауна встала найпотужніша військова організація християнського табору «Ліванські сили», що налічувала понад 20 тис. бійців з артилерією і важкою бронетехнікою на чолі з Саміром Джааджаа, непримиренним противником сирійської присутності в Лівані. Зважаючи на таке, бойові дії звелися в основному до артилерійських дуелей, які завдавали шкоди мирному населенню Бейрута та його передмість. 13 серпня 1989 року армії Ауна вдалося розбити біля міста Сук-ель-Гарб Об'єднані сили друзів Валіда Джумблата, комуністів і палестинців під командуванням Абу Муси, підтриманих сирійської бронетехнікою й артилерією.
Бажаючи встановити повну владу над християнським анклавом, зажадав від Ліванських сил «об'єднати зброю», тобто влитися до складу його армії. Після відмови Саміра Джааджаа 30 січня 1990 року Аун віддав наказ своїм вірним частинам атакувати позиції Ліванських сил. Війна між армією Ауна та Ліванськими силами призвела до підриву боєздатності обох її учасників і стала причиною того, що керівництво Ліванських сил підтримало просирійського президента Ільяса Храуї. Аун відмовився визнавати Таїфські угоди (1989), відповідно до яких відновлювалась єдність країни, втім сирійські війська продовжували перебувати на території Лівану. Наполягав на затвердженні угоди за допомогою референдуму. Заявляв: «Ми за мир із Сирією, але не можемо поступитися незалежністю Лівану. Ми за мир із мусульманами, але вони повинні визнати демократичні принципи».
Обраний після підписання угод президент Лівану Еліас Храуї звільнив Ауна з посади командувача армії. Сам Аун такого рішення не визнав і захопив зі своїми прихильниками президентський палац, користуючись підтримкою багатьох ліванців (як маронітів, так і сунітів, і шиїтів), що бачили в ньому патріотичного лідера країни. Супротивники звинувачували його в затягуванні громадянської війни.
У серпні 1990 року Сирія відмовилася підтримати Вторгнення Іраку в Кувейт і встала на бік антисаддамівської коаліції. Натомість США «закрили очі» на встановлення повного контролю Сирії над Ліваном й усунення Ауна з політичної арени. Рано вранці 13 жовтня 1990 року сирійські війська увійшли до Східного Бейрута та блокували територію, контрольовану Ауном, почавши її обстріл з землі і повітря. Сирійцям зробила вогневу підтримку й артилерія ліванських військ. Дізнавшись про сирійський напад, генерал Аун втік до французького посольства, де попросив політичного притулку, попри всі попередні запевнення, що загине в бою. Президент Франції Франсуа Міттеран заявив, що безпека Ауна — «справа честі». Після десяти місяців перебування в посольстві Аун отримав від просирійського уряду Лівану дозвіл на залишення країни, після чого виїхав до Франції.

### В еміграції
Впродовж кількох років Аун жив у Марселі, де заснував «Вільний патріотичний рух», що став однією з основних антисирійських політичних сил країни. Серед його прихильників багато представників інтелігенції — викладачі, інженери, адвокати, лікарі, а також активісти студентського руху.

### Подальша діяльність
2005 року після «кедрової революції» та виводу з Лівану сирійських військ отримав можливість повернутись на батьківщину. 7 травня 2005 він прибув до Лівану та несподівано для багатьох спостерігачів відмовився солідаризуватися з антисирійськими політичними силами. Виступив за компроміс із Сирією, проти відставки просирійського президента Еміля Лахуда (який 1989 року змінив його на посаді командувача армії). Свою позицію пояснив таким чином: «Я можу спробувати поставити себе над сторонами в ім'я національного примирення. Навіть Шарль де Голль, який читав книги з історії, у певний момент набрався сміливості змінити думку та піти з Алжиру».
Виступив з ідеєю провести Конференцію з національного діалогу за участю всіх партій. Прихильник розвитку в Лівані громадянського суспільства, противник консервації конфесійної системи розподілу влади.
У червні 2005 року на парламентських виборах створена ним партія «Реформи і прогрес» виборола 21 місце зі 128, перемігши на «християнській» півночі країни. Був обраний депутатом парламенту. Відмовився увійти до складу урядової коаліції, залишившись в опозиції.
У лютому 2006 року підписав угоду між Вільним патріотичним рухом і шиїтським радикальним рухом «Хезболла». Вважає, що «Хезболла» — «справжня ліванська сила, вони кров від крові нашої».
Засудив ізраїльське вторгнення до Лівану в липні 2006 року.
2007 року кандидатуру Мішеля Ауна висунули на посаду президента Лівану. Втім вибори у парламенті він програв Мішелю Сулейману. 2009 року очолив найбільший християнський парламентський блок «За зміни та реформи». 2014 року його кандидатура розглядалась як одна з ключових на посаду голови держави. На той момент Ауна, окрім Хезболли, підтримували й Ліванські сили на чолі з Саміром Джааджаа, а також сунітський рух «Аль-Мустакбаль» на чолі з Саадом Харірі.

### Президентство
31 жовтня 2016 року за підсумками двох турів виборів у парламенті Ауна обрали президентом Лівану. Початок його президентської каденції позначився поглибленням економічної кризи в країні, що було зумовлено, зокрема, напливом сирійських біженців. Мішель Аун приділяв значну увагу боротьбі проти екстремістських угруповань, які базувались в районі лівансько-сирійського кордону, провівши кілька вдалих військових операцій, що стабілізувало ситуацію в країні.
У жовтні 2019 року в Лівані почались масові заворушення, що призвели до відставки прем'єр-міністра Саада Харірі. Новим головою уряду став колишній міністр освіти, викладач Американського університету Бейрута Хасан Діаб. Останній, однак, був змушений піти у відставку вже у серпні 2020 року після потужних вибухів у порту Бейрута, що призвели до численних жертв. Формування нового уряду Аун доручив послу Лівану в Німеччині Мустафі Адібу. Той, не зумівши сформувати кабінет міністрів, також швидко подав у відставку. Зрештою новий уряд 22 жовтня 2020 року знову мав сформувати Саад Харірі, але й той не впорався з таким завданням.
19 липня 2021 року французька газета Le Monde оприлюднила результати журналістського розслідування, в якому йшлося про те, що у 2018—2019 роках спецслужби Саудівської Аравії й Об'єднаних Арабських Еміратів за допомогою ізраїльського програмного забезпечення Pegsus стежили за телефонними перемовинами лідерів політичних партій Лівану, а також за президентом і прем'єр-міністром країни.
27 липня 2021 року президент Мішель Аун доручив формування нового уряду колишньому прем'єру Наджібу Мікаті.